# Cerro La Laguna
El Cerro La Laguna (10°00′40″N 64°08′02″O / 10.011, -64.134) es una formación de montaña ubicada en una exclusiva región natural al oeste del Cerro Tristeza, en el extremo norte del estado Anzoátegui, Venezuela. A una altura promedio de 1.784 m s. n. m. el Cerro La Laguna es una de las montañas más altas en Anzoátegui. Otro monte conocido como Cerro La Laguna, de menor altitud, se ubica al sur de los poblados de «Paraparo» y «Hueco de Piedra».

## Ubicación
El Cerro La Laguna es parte de la falda sur de un gran macizo montañoso conocido como Fila El Jardín. El Cerro La Laguna es prolongación oeste de la arista del Cerro Peonía. El Cerro El Baúl se extiende más hacia el oeste. Sobre el Cerro La Laguna se asienta el caserío «Bajo Aragua».  El acceso es muy rústico y se obtiene por cualquiera de varios caseríos que rodean las montañas al norte de El Samán, Anzoátegui.